# 김인 (1953년)
김인(金璘, 1953년 3월 25일 ~ )은 대한민국의 제6대 경상남도의원이었다.

## 학력
- 1959.03 ~ 1965.02 사천국민학교 졸업
- 1965.03 ~ 1968.02 휘문중학교 졸업
- 1968.03 ~ 1971.02 휘문고등학교 졸업
- 1971.03 ~ 1975.02 동국대학교 농업경제과 졸업

## 경력
- 1977 ~ 1982 ㈜한국스와니 과장
- 민주정의당 중앙회 농수산분과 위원
- 1985 (사)대한곡물협회 경남지회 감사
- 1989 사천시 청년회의소 회장
- 1990 바르게살기운동 사천시 협의회 청소년분과 위원장
- 민주자유당 삼천포 사천 지구당 부위원장
- 민주자유당 중앙상무위 청년분과위원
- 1994 풍국농산 미곡종합처리장 대표
- 팔각회 이사
- ㈜대한 R.P.C 이사
- 한나라당 경남도당 사천시 지구당 부위원장
- 사천시 민주평화통일 정책자문위원
- 사천시 농구협회 부회장
- 사천시 라이온스 회원
- 사천여자중학교 육성회장
- 사천중학교 육성회장
- 사천JC 특우회 회원
- 사천시 체육회 이사
- 사천경찰서 방범자문위원회 부회장
- 21세기 국가경영연구회 정책위원
- 1998.07 ~ 2001.04 제6대 경상남도의회 의원
- 1998.07 ~ 2000.07 제6대 경상남도의회 전반기 의회운영위원회 위원
- 1998.07 ~ 2000.07 제6대 경상남도의회 전반기 기획행정위원회 위원
- 1998.07 ~ 2000.07 제6대 경상남도의회 전반기 예산결산특별위원회 위원
- 1999.05 ~ 2000.04 제6대 경상남도의회 화력발전소주변지역환경오염실태조사를 위한 행정사무조사특별위원회 위원
- 1999.06 ~ 1999.06 제6대 경상남도의회 경남개발공사 업무에 대한 현지행정사무조사특별위원회 위원
- 2000.07 ~ 2001.04 제6대 경상남도의회 후반기 기획행정위원회 위원
- 2000.07 ~ 2001.04 제6대 경상남도의회 후반기 예산결산특별위원회 위원

## 역대 선거 결과
|  | 36.80% |

|  | 54.58% |

|  | 18.69% |